# Sander Kaasjager

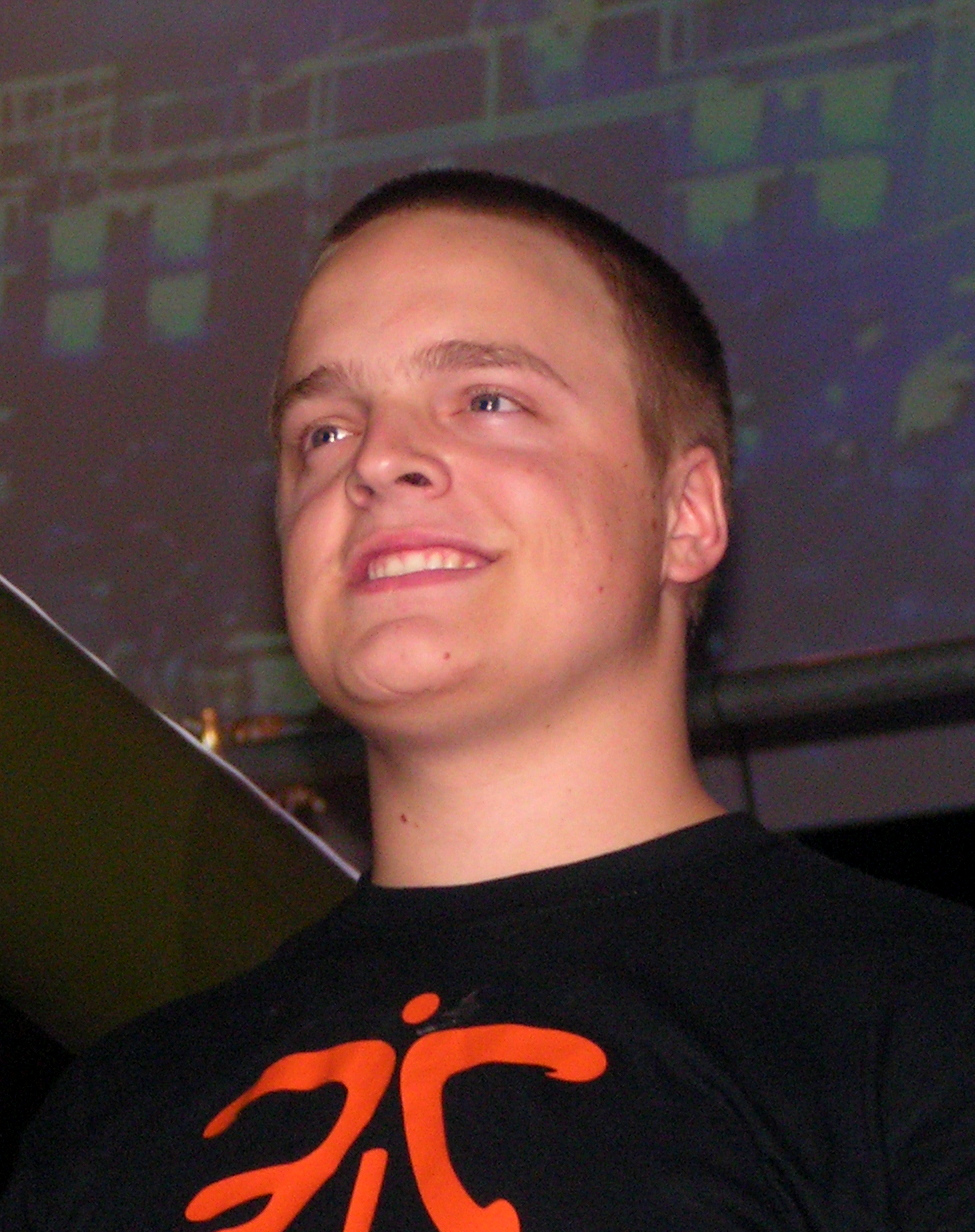
Sander Kaasjager

Sander Kaasjager (Naarden, 21 juni 1985) is een Nederlands computerspelspeler. Hij gebruikt het pseudoniem Vo0 (uitspraak "voe") en speelde hoofdzakelijk het spel Painkiller. In 2017 maakte hij de overstap naar het spel Quake Champions.

## Carrière
Kaasjager speelde vanaf zijn achttiende jaar het spel Painkiller voor e-sportorganisatie Fnatic. Hij won in 2004 twee keer het wereldkampioenschap. Een jaar later deed hij mee aan de Cyberathlete Professional League (CPL) World Tour 2005 waar hij vijf van de negen internationale toernooien won, met uiteindelijk 223.000 dollar aan prijzengeld.
In een jaar tijd deed hij tien landen aan om de CPL-toernooien te bezoeken. Hij werd in de finale geklopt door de Amerikaanse professionele gamer Jonathan Wendel (Fatal1ty), maar hoewel de Amerikaan zich CPL-kampioen mocht noemen, won Kaasjager het meeste prijzengeld van alle spelers tijdens de CPL World Tour. Hij was in 2005 volgens de Global Gaming League de bestverdienende gamer ter wereld.
Kaasjager stopte op zijn twintigste jaar als professioneel gamer, nadat hij bijna een kwart miljoen dollar aan prijzengeld had verdiend. In 2017 maakte hij na een periode van twaalf jaar een comeback met het spel Quake Champions. Kaasjager wist zich in de finale van het Quake World Championship Duel te plaatsen, maar hij verloor van de 19-jarige Clawz uit Wit-Rusland met een eindstand van 2-1.